# Менуа
Менуа (Минуа) (IX век до н. э. — около 786 до н. э.) — один из царей древнего государства Урарту. Период правления 810—786 годы до н. э. В период правления Менуа Урарту становится самым могущественным государством Передней Азии.

## Политическая обстановка
Урарту, в течение нескольких столетий почти беспрерывно воевавшее с Ассирией, впервые с момента своего образования смогло противостоять Ассирии на равных только при отце Менуа, Ишпуини. При Менуа отношения с Ассирией, возможно, вообще носили мирный характер — во всяком случае, не сохранилось данных о военных походах Менуа против Ассирии или о военных походах Ассирии против Урарту в этот период. Время правления Менуа пришлось на период правления ассирийской царицы Семирамиды (Шамирам, 805—783 годы до н. э.), что, возможно, способствовало установлению мира.
Мир или нейтралитет с Ассирией позволили Менуа сосредоточиться на военных походах на других направлениях и на строительстве внутри своей страны.

## Военные походы
Менуа предпринял ряд походов, расширяющих границу Урарту на север за реку Аракс и на запад в страну Хати, то есть за счет хеттских княжеств, оставшихся после распада хеттского государства, а также на юго-восток в страну Мана, лежащей у озера Урмия. В результате этих действий граница Урарту на западе дошла до верхнего течения Евфрата, а на севере урарты перешли Аракс, вошли на территорию современной Армении и заняли плодородную Араратскую равнину. В качестве опорного пункта для последующих походов Менуа построил крепость Менуахинили на северном склоне горы Арарат. Страна Мана, пограничная с Ассирией, возможно, вошла в урартскую зону влияния.
Описания успешных военных походов Менуа высекались клинописью на камнях и глиняных табличках. Один из таких камней, оставшийся от разрушенной урартской крепости, был использован в качестве фундамента при строительстве около V века н. э. армянской церкви в районе озера Ван. В конце XIX века текст надписи был издан в Европе, а в 1950-е годы переведён и прочитан:

Бог Халди выступил в поход со своим оружием, победил он … оружие бога Халди — могучее. Могуществом бога Халди выступил в поход Менуа, сын Ишпуини. Предшествовал ему бог Халди. Менуа говорит: Я предал огню страну …, страну Бабанахи, …
В том же году город Калибилиани, город Арпуиани, страны Усусуани, город Хулмеруни, Тушурехи, … с той стороны страны Мармани; город Эруни, … город Кирпунуни, страну Улибани я завоевал и предал огню. Страну Диргу, город Ишала … я завоевал, страну я сжёг; дошёл я до … стороны города Кумену, до Ассирии … ??55 человек за этот год — одних я умертвил, других же живыми увёл; мужчин из них отдал я воинам.

Бог Халди стал официальным урартским главным богом, по-видимому, только при отце Менуа, Ишпуини. Это произошло после того, как Ишпуини захватил религиозный центр Мусасир, где был расположен главный храм бога Халди. Текст, типичный для времени правления Менуа связывает силу бога Халди с силой урартского оружия, наподобие аналогичным ассирийским текстам, где упоминался бог Ашшур. Менуа, по-видимому, таким образом укреплял значение Халди. Сам поход был предпринят на юго-запад в небольшие территориальные образования буферные с Ассирией.

## Строительство
Отсутствие изматывающего противостояния с Ассирией позволило Менуа сосредоточиться на строительстве внутри страны. Помимо крепостей в районе озера Ван, которые дополнительно укрепляли столицу Урарту, Тушпу, Менуа основал несколько поселений и построил множество оросительных каналов. Земледелие во многих частях Армянского нагорья, где располагалось Урарту возможно лишь при интенсивном орошении. Строительство Менуа резко интенсифицировало сельскохозяйственный потенциал центральной части страны. Особенно выделялся канал, снабжающий пресной водой город Тушпу. (Вода в озере Ван — солёная, и не пригодна для питья и орошения). Общая протяженность этого канала 72 км, через реку Хошаб вода канала переводилась по специальному мосту, а в низменных местах по каменной кладке высотой до 15 метров. Учёные считают, что инженерные характеристики этого канала не уступают современным гидротехническим сооружениям. Канал Менуа бесперебойно функционирует в течение 2800 лет с урартского периода по настоящее время и по-прежнему снабжает пресной водой районы города Ван. Подача воды в канале зависит от времени года и составляет от 2 до 5 кубометров воды в секунду. Единственные ремонтные работы в современный период были проведены в 1950 году, когда часть стен канала были укреплены железобетонными конструкциями.
|  | Перевод надписи на одном из камней: Могуществом бога Халди Менуа, сын Ишпуини, этот канал провёл. «Канал Менуа» — имя его. Величием бога Халди Менуа, царь могущественный, царь великий, царь страны Биаинили, правитель Тушпа-города. Менуа говорит: Кто эту надпись уничтожит, кто её разобьёт, кто кого-нибудь заставит совершить эти дела, кто другой скажет: Я этот канал провёл, пусть уничтожат боги Халди, Тейшеба, Шивини, все его боги под солнцем. |

Некоторые другие из каналов Менуа сохранились до наших дней и также продолжают использоваться по назначению.

### Легенда о Семирамиде
Средневековый армянский историк, Моисей Хоренский, приводит легенду о личном участии ассирийской царицы Семирамиды (Шамирам) в строительстве различных красочных построек в Тушпе и канала Менуа. Более того, археологи XIX века записали аналогичные сказания жителей современного города Ван, расположенного на месте Тушпы о строительстве «канала Шамирам».
Историки полагают, что легенда возникла в связи с тем, что Семирамида правила одновременно с Менуа, и её большая известность со временем превратила «канал Менуа» в «канал времен Шамирам», а потом просто в «канал Шамирам», хотя истинным строителем канала был Менуа. С другой стороны маловероятно, но возможно, что отношения Урарту и Ассирии этого периода были настолько тесными, что Семирамида действительно принимала определённое участие в строительстве.

## Последствия правления Менуа для Ассирии
Расширение границ Урарту за время правления Менуа осложнило политическую обстановку для Ассирии. Ассирия не имела собственных железных рудников, а также хороших условий для коневодства, поэтому регулярно покупала или отбирала железо и лошадей в Урарту или в Малой Азии. Успех в борьбе с хеттами привёл к расширению границ Урарту до верхнего течения Евфрата, и, таким образом, Урарту перекрыло главный водный путь в Малую Азию, монополизировав пути поставки стратегических военных товаров в Ассирию. Снабжение ассирийской армии попало в зависимость от Урарту. Благодаря этому обстоятельству, к началу правления сына Менуа, Аргишти I, Урарту являлось самым сильным государством Передней Азии.